# نیتن کاکس
نیتن کاکس (انگلیسی: Nathan Cox؛ زادهٔ ۱۰ ژوئن ۱۹۷۱) کارگردان اهل ایالات متحده آمریکا است.